# Alpes Orientais-Sul
Os Alpes Orientais-Sul são um dos três grupos em que foram divididos os Alpes Orientais segundo a classificação # SOIUSA.

## SOIUSA
A Subdivisão Orográfica Internacional Unificada do Sistema Alpino (SOIUSA), apresentou em 2005 uma nova divisão dos Alpes que datava de 1926.
Esta nova classificação,  divide os Alpes em duas grandes partes: Alpes Ocidentais e Alpes Orientais, separados pela linha rio Reno - Passo de Spluga - Lago de Como - Lago de Lecco.

## Alpes Orientais

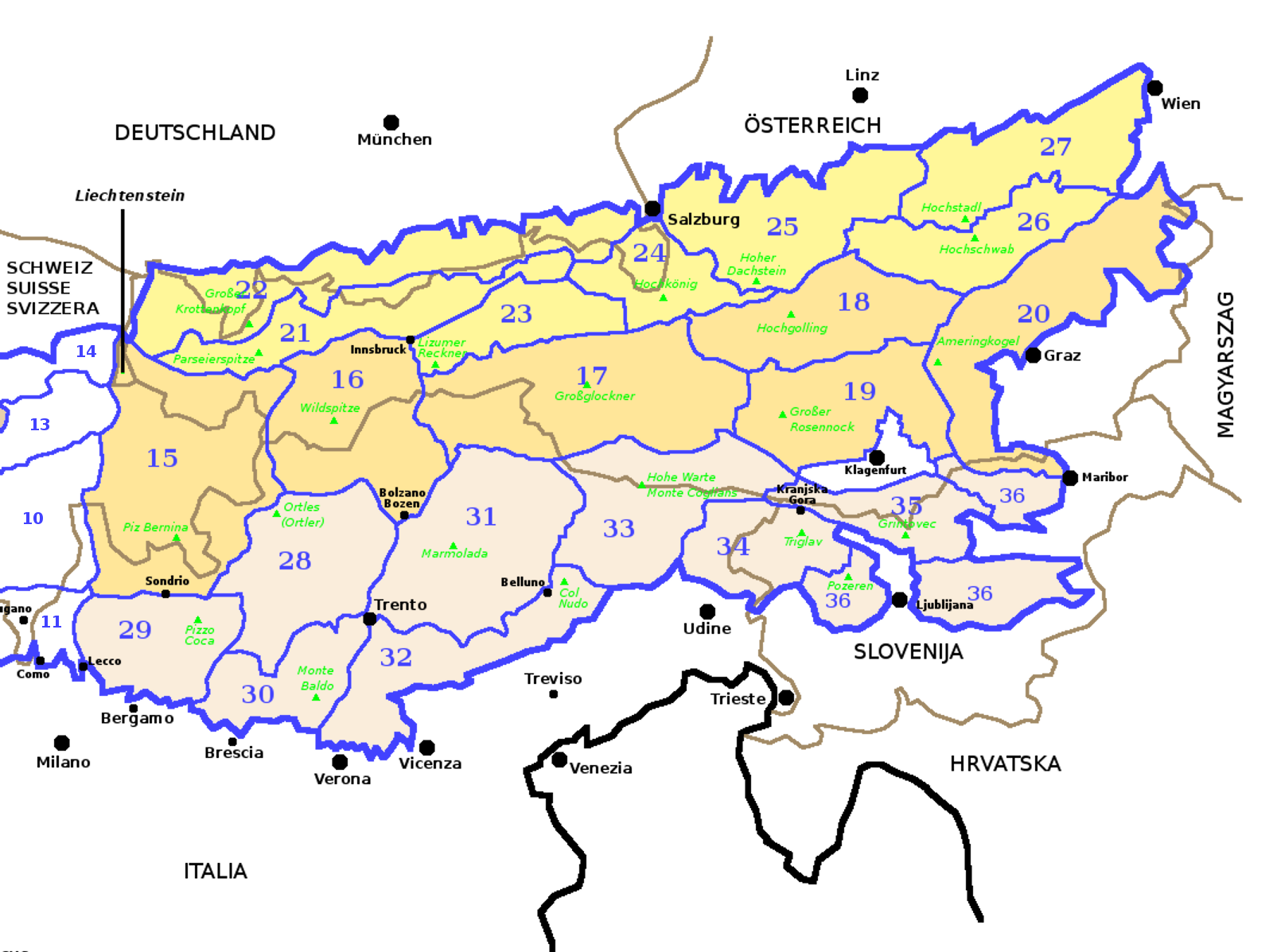
Alpes Orientais SOIUSA; Norte (21-27), Centro (15-20) e Sul (28-36)

Os Alpes Orientais, que têm 22 secções, estão subdivididos em Alpes Orientais-Norte, Alpes Orientais-Centro, e Alpes Orientais-Sul.

### Alpes Orientais-Sul
Os Alpes Orientais-Sul são formados por 9 secções
- (28) Alpes Réticos meridionais
  - Alpes de Ortles
  - Alpes do Vale de Non
  - Alpes de Adamello e de Presanella
  - Dolomitas de Brenta
- (29) Alpes e Pré-Alpes Bergamascos
  - Alpes de Orobie
  - Pré-Alpes Bergamascos
- (30) Pré-Alpes de Bréscia e de Garda
  - Pré-Alpes de Bréscia
  - Pré-Alpes de Garda
- (31) Cordilheira das Dolomitas
  - Dolomitas de Sesto, de Braies e de Ampezzo
  - Dolomitas de Zoldo
  - Dolomitas de Gardena e de Fassa
  - Dolomitas de Feltre e de Pale de São Martinho
  - Dolomitas de Fiemme
- (32) Pré-Alpes Vénetos
  - Pré-Alpes de Vicenza
  - Pré-Alpes de Belluno
- (33) Alpes Cárnicos e de Gail
  - Alpes Cárnicos
  - Alpes de Gail
  - Pré-Alpes Cárnicos
- (34) Alpes e Pré-Alpes Julianos
  - Alpes Julianos
  - Pré-Alpes Julianos
- (35) Alpes da Caríntia e Eslovenos
  - Caravanche
  - Alpes de Kamnik e de Savinja
- (36) Pré-Alpes Eslovenos
  - Pré-Alpes Eslovenos ocidentais
  - Pré-Alpes Eslovenos orientais
  - Pré-Alpes Eslovenos do nordeste